# Franjo Gregurić
Franjo Gregurić, né le 12 octobre 1939 à Lobor, est un homme politique croate. Il est exerce la fonction de Premier ministre de Croatie de juillet 1991 à septembre 1992.

## Biographie
Il fait des études dans un collège technique à Zagreb puis entre à l'Université de Zagreb. Il occupe ensuite de hautes fonctions dans la société Astra qui fait du négoce avec l'URSS. En 1990 il entre en politique à l'occasion des élections législatives et devient membre de l'HDZ. Il est nommé premier ministre le 17 juillet 1991 par Franjo Tudman. Le 2 aout 1991 tous les partis représentés au parlement croate signe un accord pour former un gouvernement unitaire au nom de la défense de la Croatie. Franjo Gregurić forme le 4 aout 1991 un gouvernement d'union nationale. Il est remplacé le 8 septembre 1992 par Hrvoje Sarinic.